# Blas Galindo
Blas Galindo Dimas (San Gabriel, Jalisco, 3 de febrero de 1910-Ciudad de México, 19 de abril de 1993), conocido como Blas Galindo, fue un compositor, director de orquesta y profesor de música mexicano. Perteneció al «grupo de los cuatro», al lado de Daniel Ayala Pérez, Salvador Contreras y José Pablo Moncayo. Sus padres fueron Luis Galindo Nieves y Adriana Dimas Casillas.
Su familia, de origen wixárika, había adoptado la cultura europea. Blas Galindo ingresó a la escuela a los 9 años. Después de la Revolución, en Jalisco se reinstaló en 1928 en su pueblo. Ahí trabajó, estudió y organizó la banda municipal de música.
Comenzó sus estudios musicales en su natal pueblo San Gabriel, antes de trasladarse a la Ciudad de México, para ingresar a los 21 años al Conservatorio Nacional de Música, donde estudió con Carlos Chávez, y se graduó doce años después con la más alta calificación.[cita requerida]
En 1941-1942, junto con Moncayo asistió en Tanglewood a los cursos de dirección y orquestación allí impartidos por Aaron Copland y Leonard Bernstein. En esa época se estrenó en Nueva York su partitura Sones de mariachi, y también compuso otra de sus obras más sobresalientes, su Concierto núm. 1 para piano y orquesta.
En 1966, cofundó la Academia Mexicana de las Artes. Su obra, influida por las culturas mexicanas indígenas y mestizas, incluye música para la escena, sinfónica, coral y de cámara. Asimismo, compuso numerosas obras para piano, muchas de ellas buenos ejemplos del repertorio atonal modernista latinoamericano.[cita requerida]
Como director de orquesta, se presentó en numerosos países de Europa y América, donde dio a conocer repertorio nuevo propio y de otros compositores mexicanos e hispanoamericanos. En 1964 recibió el Premio Nacional de Ciencias y Artes de México.
Como profesor de música dejó su huella en músicos mexicanos como la pianista Alicia Muñiz Hernández, quien a su muerte le recordó de la manera siguiente:
"aprecio sus buenas enseñanzas que tanto me han servido en mis pequeños trabajos musicales. Su figura me ha quedado presente como el hombre bueno y afable, siempre dispuesto a dar su consejo y prestar su ayuda desinteresada al alumno que la solicitaba."

## Catálogo de obras
| Año     | Obra                                                                             | Tipo de obra                          |
| ------- | -------------------------------------------------------------------------------- | ------------------------------------- |
| 1933    | Suite para violín y violoncello                                                  | Música instrumental (dúo).            |
| 1935    | La lagartija (para piano)                                                        | Música solista (piano), de esa época. |
| 1935    | Un loco (para piano)                                                             | Música solista (piano).               |
| 1936    | Suite núm. 2 ([1. Impresión. 2. Caricatura de vals. 3. Jalisciense]; para piano) | Música solista (piano).               |
| 1937    | Preludio (para piano)                                                            | Música solista (piano).               |
| 1937    | Sombra (preludio; para piano)                                                    | Música solista (piano).               |
| 1938    | Llano alegre (para piano)                                                        | Música solista (piano).               |
| 1939    | Danzarina (vals; para piano)                                                     | Música solista (piano).               |
| 1940    | Entre sombras anda el fuego (ballet)                                             | Música de ballet.                     |
| 1940    | Danza de las fuerzas vivas (ballet)                                              | Música de ballet.                     |
| 1940    | Los cuatro reales (orquesta y mariachi)                                          | Música orquestal (mariachi).          |
| 1940    | Son de la negra                                                                  | -                                     |
| 1940    | Sones de mariachi (para pequeña orquesta)                                        | Música orquestal.                     |
| 1941    | Fuga en do (a dos partes; para piano)                                            | Música solista (piano).               |
| 1941    | Sones de mariachi (para gran orquesta)                                           | Música orquestal.                     |
| 1942    | Gavota (para piano)                                                              | Música solista (piano).               |
| 1942    | Arroyos (para orquesta)                                                          | Música orquestal.                     |
| 1942    | Sextetos                                                                         | Música instrumental (conjunto).       |
| 1942    | Concierto núm. 1 para piano y orquesta                                           | Música orquestal (concierto).         |
| 1943    | Madre mía cuando muera (para voz y orquesta)                                     | Música vocal (orquesta).              |
| 1944    | Allegro para una sonata (para piano)                                             | Música solista (piano).               |
| 1944    | Preludio (para piano)                                                            | Música solista (piano).               |
| 1945    | Y ella estaba triste (preludio; para piano)                                      | Música solista (piano).               |
| 1945    | Arrullo (para voz y orquesta; hay versión para piano)                            | Música vocal (orquesta).              |
| 1945    | Nocturno (para orquesta)                                                         | Música orquestal.                     |
| 1946    | La suave patria (cantata; Ramón López Velarde)                                   | Música vocal (cantata).               |
| 1946    | Cinco preludios (para piano)                                                     | Música solista (piano).               |
| 1947    | Suite homenaje a Cervantes                                                       | Música orquestal.                     |
| 1947    | Dos canciones (A. del Río, R. M. Campos; canto y piano)                          | Música vocal (piano).                 |
| 1947    | Tres canciones (A. del Río; canto y piano)                                       | Música vocal (piano).                 |
| 1948    | Astucia (música incidental)                                                      | Música incidental.                    |
| 1948    | Poema de Neruda (para orquesta de cuerdas)                                       | Música orquestal (cámara).            |
| 1948    | Me gustas cuando callas (para cuatro voces)                                      | Música vocal.                         |
| 1950    | Sonata para violín y piano                                                       | Música instrumental (dúo).            |
| 1952    | Siete piezas (para piano)                                                        | Música solista (piano).               |
| 1952    | Sinfonía breve para cuerdas                                                      | Música orquestal (sinfonía).          |
| 1953    | Sones de mariachi (para orquesta)                                                | Música orquestal.                     |
| 1953    | Sonata para violoncello y piano                                                  | Música instrumental (dúo).            |
| 1957    | Cantata Homenaje a Juárez                                                        | Música vocal (cantata).               |
| 1959    | Sinfonía núm. 2                                                                  | Música orquestal (sinfonía).          |
| 1960    | Independencia de México                                                          | -                                     |
| 1960    | Concierto para flauta y orquesta                                                 | Música orquestal (concierto).         |
| 1961    | Concierto núm. 2 para piano y orquesta                                           | Música orquestal (concierto).         |
| 1961    | Quinteto de piano                                                                | Música instrumental (conjunto).       |
| 1961    | Sinfonía n.º 3                                                                   | Música orquestal (sinfonía).          |
| 1961    | Suite (para violín y piano)                                                      | Música instrumental (dúo).            |
| 1962    | Concierto para violín y orquesta                                                 | Música orquestal (concierto).         |
| 1964/73 | Piezas infantiles (11; para piano)                                               | Música solista (piano).               |
| 1965    | Letanía erótica para la paz (cant., G. Álvarez)                                  | Música vocal (cantata).               |
| 1970    | Cuarteto de cuerdas                                                              | Música instrumental (cuarteto).       |
| 1971    | Homenaje a Rubén Darío (para orquesta)                                           | Música orquestal.                     |
| 1971    | Titoco-tico (para instrumentos indígenas de percusión)                           | Música instrumental (percusión).      |
| 1973    | Concierto para guitarra eléctrica y orquesta                                     | Música orquestal (concierto).         |
| 1975    | Cinco canciones a la madre muerta (música vocal)                                 | Canto y piano.                        |
| 1976    | Sonata para piano                                                                | Música solista (piano).               |
| 1978    | Concertino para flauta y cuerdas                                                 | Música orquestal (concierto).         |
| 1984    | Concierto para violoncello y orquesta                                            | Música orquestal (concierto).         |
| 1987    | Preludio n.º 6 (para piano)                                                      | Música solista (piano).               |
| 1990    | Popocatépetl (para soprano, tenor y orquesta)                                    | Música vocal (orquesta).              |
| -       | Cantata de primavera                                                             | Música vocal (cantata).               |
| -       | Para mi corazón basta tu pecho (para coro; Pablo Neruda)                         | Música coral.                         |
| -       | Dos corazones heridos (para coro)                                                | Música coral.                         |
| -       | Canto al maestro Justo Sierra                                                    | -                                     |
| -       | La negra (orquesta y mariachi)                                                   | Música orquestal (mariachi).          |